# Lapetukme
Lapetukme är en ort i Estland. Den ligger i Rõngu kommun och landskapet Tartumaa, i den södra delen av landet, 160 km sydost om huvudstaden Tallinn. Lapetukme ligger 72 meter över havet och antalet invånare är 152.
Terrängen runt Lapetukme är platt. Runt Lapetukme är det glesbefolkat, med 17 invånare per kvadratkilometer. Närmaste större samhälle är Elva, 14,5 km öster om Lapetukme. Omgivningarna runt Lapetukme är en mosaik av jordbruksmark och naturlig växtlighet.